# Srđan Grahovac
Srđan Grahovac (* 19. September 1992 in Banja Luka) ist ein bosnischer Fußballspieler.

## Karriere

### Verein
Grahovac begann seine Karriere beim FK Borac Banja Luka, für den er im August 2009 in der Premijer Liga debütierte. Mit Banja Luka wurde er 2011 Meister. 2014 wechselte er nach Österreich zum SK Rapid Wien. Mit Rapid spielte er in der Saison 2015/16 in der Europa League.
Im März 2017 wurde er nach Kasachstan an den FK Astana verliehen, das ihn nach der Saison 2017 fest verpflichtete. Im Februar 2018 wurde er bis zur Winterpause der Saison 2018/19 nach Kroatien an den HNK Rijeka verliehen.
Im Januar 2019 verließ er Astana schließlich endgültig und kehrte zu Rapid Wien zurück, wo er einen bis Juni 2022 laufenden Vertrag erhielt. Nach dem Ende von diesem Kontrakt verließ er Rapid nach der Saison 2021/22 nach dreieinhalb Jahren wieder.
Zur Saison 2022/23 wechselte der defensive Mittelfeldspieler in die Türkei zum Zweitligisten Çaykur Rizespor.

### Nationalmannschaft
Grahovac spielte für diverse bosnische Jugendnationalteams; er war auch Kapitän der U-21-Auswahl. Im Oktober 2015 stand er erstmals im Kader des A-Nationalteams. Sein Debüt gab er im März 2016 in einem Testspiel gegen Luxemburg.

## Erfolge
- Kasachischer Meister: 2017